# Budila
Budila (Duits: Bodeln, Hongaars: Bodola) is een Roemeense gemeente in het district Brașov.
Budila telt 3931 inwoners. Circa 75 procent van de bevolking is Roemeens, met 16% van de inwoners zijn de Hongaren (Szeklers) de belangrijkste minderheid.
Tot in de jaren '50 waren de Hongaren de belangrijkste bevolkingsgroep. Pas daarna komen de Roemenen in de meerderheid.